# Asunción, Tabasco
Asunción är en ort i Mexiko.   Den ligger i kommunen Balancán och delstaten Tabasco, i den sydöstra delen av landet, 900 km öster om huvudstaden Mexico City. Asunción ligger 52 meter över havet och antalet invånare är 172.
Terrängen runt Asunción är mycket platt. Runt Asunción är det ganska glesbefolkat, med 26 invånare per kvadratkilometer. Omgivningarna runt Asunción är en mosaik av jordbruksmark och naturlig växtlighet.